# Migolica
Migolica je naselje v občini Mirna.
Migolica je gručasta vasica na vzhodnem pobočju Migolske gore ob stari cesti v Gabrovko. Leta 1940 so v Gabrovko zgradili novo cesto, ki poteka okoli Migolice v več serpentinah. Na severni strani naselja je Rusov hrib (350 m), ki ga poraščajo bukovi gozdovi in vinogradi, na južni strani pa je gozdnati Zagrad z Gorenjsko goro in Ključem. Na jugu teče reka Mirna, ki preide v širšo, z naplavinami nasuto dolino, kjer so vaške njive in travniki. V bližini se v Mirno izliva potok Lipoglavščica, ki izvira pod bližnjim Selom, pri starem kamnitem mostu čez Mirno pa je zaselek Žukovec z gozdnatim Lačenbergom (371 m) nad njim. V okolici hiš so manjši sadovnjaki, večinoma jablane in češnje, sadje pa so v preteklosti  prodajali kot namizno sadje  ter predelovali v mošt in žganje. 18. oktobra 1942 so Italijani požgali nekaj hiš.